# Hipismo nos Jogos Pan-Americanos de 2011 - Saltos individual
A competição de saltos individual foi um dos eventos do hipismo nos Jogos Pan-Americanos de 2011 em Guadalajara. Foi disputada no Guadalajara Country Club entre 26 e 29 de outubro.

## Calendário
Horário local (UTC-6).
| Data          | Horário | Fase             |
| ------------- | ------- | ---------------- |
| 26 de outubro | 14:00   | Qualificatória 1 |
| 27 de outubro | 10:00   | Qualificatória 2 |
| 27 de outubro | 14:00   | Qualificatória 3 |
| 29 de outubro | 12:00   | Primeira rodada  |
| 29 de outubro | 14:30   | Segunda rodada   |

## Medalhistas
| Ouro   | USA Christine McCrea (Romantovich Take One) |
| Prata  | USA Beezie Madden (Coral Reef Via Volo)     |
| Bronze | BRA Bernardo Alves (Bridgit)                |

## Resultados

### Qualificação
| Pos. | Cavaleiro              | País                     | Cavalo                       | Qualificatória 1 | Qualificatória 2 | Qualificatória 3 | Total | Obs. |
| ---- | ---------------------- | ------------------------ | ---------------------------- | ---------------- | ---------------- | ---------------- | ----- | ---- |
| 1    | Beezie Madden          | USA Estados Unidos       | Coral Reef Via Volo          | 0                | 0                | 0                | 0.00  | Q    |
| 2    | Christine McCrea       | USA Estados Unidos       | Romantovich Take One         | 0.88             | 0                | 0                | 0.88  | Q    |
| 3    | McLain Ward            | USA Estados Unidos       | Antares F                    | 2.02             | 0                | 0                | 2.02  | Q    |
| 4    | Bernardo Alves         | BRA Brasil               | Bridgit                      | 2.09             | 0                | 0                | 2.09  | Q    |
| 5    | Alberto Michán         | MEX México               | Rosalia La Silla             | 1.28             | 0                | 1                | 2.28  | Q    |
| 6    | Rodrigo Pessoa         | BRA Brasil               | HH Ashley                    | 2.87             | 0                | 0                | 2.87  | Q    |
| 7    | Ian Millar             | CAN Canadá               | Star Power                   | 3.79             | 0                | 0                | 3.79  | Q    |
| 8    | Kent Farrington        | USA Estados Unidos       | Uceko                        | 3.90             | 0                | 0                | 3.90  | Q    |
| 9    | Antonio Maurer         | MEX México               | Callao                       | 0.98             | 4                | 0                | 4.98  | Q    |
| 10   | Tomas Couve            | CHI Chile                | Arc en Ciel de Muze          | 4.87             | 0                | 1                | 5.87  | Q    |
| 11   | Jillian Terceira       | BER Bermudas             | Bernadien Van Westur         | 7.24             | 1                | 1                | 9.24  | Q    |
| 12   | Karina Johannpeter     | BRA Brasil               | SRF Dragonfly de Joter       | 5.52             | 0                | 4                | 9.52  | Q    |
| 13   | Daniel Bluman          | COL Colômbia             | Sancha LS                    | 5.63             | 4                | 0                | 9.63  | Q    |
| 14   | Álvaro de Miranda Neto | BRA Brasil               | Ad Norson                    | 2.62             | 0                | 8                | 10.62 | Q    |
| 15   | Eric Lamaze            | CAN Canadá               | Coriana V Klapscheut         | 3.03             | 4                | 4                | 11.03 | Q    |
| 16   | Jonathan Asselin       | CAN Canadá               | Showgirl                     | 6.10             | 1                | 4                | 11.10 | Q    |
| 17   | Samuel Parot           | CHI Chile                | Al Calypso                   | 4.00             | 8                | 1                | 13.00 | Q    |
| 18   | Enrique González       | MEX México               | Criptonite                   | 5.17             | 4                | 4                | 13.17 | Q    |
| 19   | Rodrigo Carrasco       | CHI Chile                | Or De La Charboniere         | 5.65             | 8                | 0                | 13.65 | Q    |
| 20   | Daniel Michán          | MEX México               | Ragna T                      | 0.98             | 13               | 1                | 14.98 | Q    |
| 21   | José Larocca           | ARG Argentina            | Royal Power                  | 1.49             | 4                | 10               | 15.49 | Q    |
| 22   | Gillian Hanselwood     | CAN Canadá               | George                       | 7.61             | 8                | 0                | 15.61 | Q    |
| 23   | Mark Watring           | PUR Porto Rico           | Greens Sleeps Vioco          | 7.74             | 4                | 4                | 15.74 | Q    |
| 24   | Matías Albarracín      | ARG Argentina            | P'Compadre Bally Cullen Maid | 3.86             | 13               | 0                | 16.86 | Q    |
| 25   | John Pérez             | COL Colômbia             | Utopia                       | 5.54             | 4                | 8                | 17.54 | Q    |
| 26   | Carlos Morstadt        | CHI Chile                | Talento                      | 6.01             | 8                | 4                | 18.01 | Q    |
| 27   | Pablo Andrade          | ECU Equador              | Wokina                       | 11.59            | 5                | 5                | 21.59 | Q    |
| 28   | Andrés Rodríguez       | VEN Venezuela            | Beaufort Van Han Lind        | 5.83             | 0                | 16               | 21.83 | Q    |
| 29   | Héctor Florentino      | DOM República Dominicana | Ultimo                       | 13.36            | 5                | 4                | 22.36 | Q    |
| 30   | Martín Rodríguez       | URU Uruguai              | Cointreau Z                  | 11.55            | 5                | 6                | 22.55 | Q    |
| 31   | Luis Barreiro          | ECU Equador              | Silverado                    | 5.98             | 9                | 8                | 22.98 |      |
| 32   | María Gastañeta        | PER Peru                 | Gabriel                      | 12.32            | 8                | 4                | 24.32 |      |
| 33   | Ricardo Dircie         | ARG Argentina            | LLavaneras H.J. Aries        | 6.81             | 13               | 5                | 24.81 |      |
| 34   | Juan Pivaral           | GUA Guatemala            | Valencia                     | 8.53             | 13               | 4                | 25.53 |      |
| 35   | Ángel Karolyi          | VEN Venezuela            | James T Kirk                 | 5.89             | 8                | 12               | 25.89 |      |
| 36   | Patrick Nisbett        | BER Bermudas             | Cantaro 32                   | 6.31             | 5                | 15               | 26.31 |      |
| 37   | Álvaro Tejada          | GUA Guatemala            | Voltaral Palo Blanco         | 12.49            | 12               | 4                | 28.49 |      |
| 38   | Rodrigo Díaz           | COL Colômbia             | Celesta                      | 5.02             | 20               | 4                | 29.02 |      |
| 38   | Noel Vanososte         | VEN Venezuela            | Conrad D                     | 5.02             | 8                | 16               | 29.02 |      |
| 40   | Gabriella Mizrachi     | PAN Panamá               | Unlimited                    | 13.13            | 5                | 12               | 30.13 |      |
| 41   | Eduardo Castillo       | GUA Guatemala            | Carland                      | 7.37             | 17               | 6                | 30.37 |      |
| 42   | Martín Dopazo          | ARG Argentina            | Chicago Z                    | 4.26             | 20               | 8                | 32.26 |      |
| 43   | Marcelo Chirico        | URU Uruguai              | Omanie du Landais            | 7.29             | 9                | 16               | 32.29 |      |
| 44   | José Alfredo Hernández | ESA El Salvador          | Grupo Prom Jack              | 13.12            | 9                | 13               | 35.12 |      |
| 45   | Juan Andrés Rodríguez  | GUA Guatemala            | VDL Empire                   | 18.80            | 13               | 4                | 35.80 |      |
| 46   | Roberto Terán          | COL Colômbia             | Denver                       | 5.82             | 24               | 8                | 37.82 |      |
| 47   | Michelle Navarro Grau  | PER Peru                 | Tibetano                     | 11.13            | 20               | 8                | 39.13 |      |
| 48   | Carlos Cola            | URU Uruguai              | Don Quijote                  | 15.44            | 17               | 9                | 41.44 |      |
| 49   | Rubén Rodríguez        | ECU Equador              | True Love Santa Monica       | 8.81             | 13               | 20               | 41.81 |      |
| 50   | Pablo Barrios          | VEN Venezuela            | G&C Quick Star               | 3.22             | EL               | 12               | EL    |      |
| 51   | Diego Vivero           | ECU Equador              | Neypal Du Plant              | 10.82            | EL               | DNS              |       |      |
| 52   | Jenefer Teague         | PER Peru                 | Tlapli L.S.                  | 15.70            | 14               |                  |       |      |
| 53   | Alonso Valdez          | PER Peru                 | United III                   | EL               | DNS              |                  |       |      |
| 54   | Israel López           | PUR Porto Rico           | Admiral Clover               | 13.59            | DNS              |                  |       |      |
| 55   | Federico Daners        | URU Uruguai              | Chicolas                     | EL               | DNS              |                  |       |      |

### Fase final
| Pos.              | Cavaleiro              | País                     | Cavalo                       | Qualificatórias | Primeira rodada | Segunda rodada | Total   |
| ----------------- | ---------------------- | ------------------------ | ---------------------------- | --------------- | --------------- | -------------- | ------- |
| Medalha de ouro   | Christine McCrea       | USA Estados Unidos       | Romantovich Take One         | 0.88            | 0               | 0              | 0.88    |
| Medalha de prata  | Elizabeth Madden       | USA Estados Unidos       | Coral Reef Via Volo          | 0.00            | 0               | 1              | 1.00    |
| Medalha de bronze | Bernardo Alves         | BRA Brasil               | Bridgit                      | 2.09            | 0               | 0              | 2.09    |
| 4                 | McLain Ward            | USA Estados Unidos       | Antares F                    | 2.02            | 0               | 4              | 6.02    |
| 5                 | Alberto Michán         | MEX México               | Rosalia La Silla             | 2.28            | 4               | 1              | 7.28    |
| 6                 | Tomas Couve            | CHI Chile                | Arc en Ciel de Muze          | 5.87            | 1               | 4              | 10.87   |
| 7                 | Daniel Bluman          | COL Colômbia             | Sancha LS                    | 9.63            | 0               | 4              | 13.63   |
| 8                 | Jillian Terceira       | BER Bermudas             | Bernadien Van Westur         | 9.24            | 5               | 2              | 16.24   |
| 9                 | Jonathan Asselin       | CAN Canadá               | Showgirl                     | 11.10           | 1               | 5              | 17.10   |
| 10                | Rodrigo Carrasco       | CHI Chile                | Or De La Charboniere         | 13.65           | 1               | 4              | 18.65   |
| 11                | Eric Lamaze            | CAN Canadá               | Coriana V Klapscheut         | 11.03           | 4               | 4              | 19.03   |
| 12                | Antonio Maurer         | MEX México               | Callao                       | 4.98            | 8               | 9              | 21.98   |
| 13                | Samuel Parot           | CHI Chile                | Al Calypso                   | 13.00           | 5               | 8              | 26.00   |
| 14                | Enrique González       | MEX México               | Criptonite                   | 13.17           | 9               | 5              | 27.17   |
| 15                | Karina Johannpeter     | BRA Brasil               | SRF Dragonfly de Joter       | 9.52            | 4               | 16             | 29.52   |
| 16                | Matías Albarracín      | ARG Argentina            | P'Compadre Bally Cullen Maid | 16.86           | 9               | 5              | 30.86   |
| 17                | John Pérez             | COL Colômbia             | Utopia                       | 17.54           | 1               | 13             | 31.54   |
| 18                | José Larocca           | ARG Argentina            | Royal Power                  | 15.49           | 9               | 9              | 33.49   |
| 19                | Martín Rodríguez       | URU Uruguai              | Cointreau Z                  | 22.55           | 10              | 2              | 34.55   |
| 20                | Héctor Florentino      | DOM República Dominicana | Ultimo                       | 22.36           | 9               | 8              | 39.36   |
| 21                | Andrés Rodríguez       | VEN Venezuela            | Beaufort Van Han Lind        | 21.83           | 5               | 17             | 43.83   |
| 22                | Luis Barreiro          | ECU Equador              | Silverado                    | 22.98           | 10              | 18             | 50.98   |
| 23 !              | Pablo Andrade          | ECU Equador              | Wokina                       | 21.59           | 5               | EL             | 00.00 ! |
| 24 !              | Ian Millar             | CAN Canadá               | Star Power                   | 3.79            | 0               | DNS            | 00.00 ! |
| 25 !              | Álvaro de Miranda Neto | BRA Brasil               | Ad Norson                    | 10.62           | 8               | DNS            | 00.00 ! |

Legenda
| Recorde mundial                  | Recorde mundial (World record)               |                       | Recorde africano                      | Recorde africano (African) |                                           | Q | Classificado por posição (Qualified) |
| Recorde dos Jogos Pan-Americanos | Recorde pan-americano (Pan-American record)  | Recorde da América    | Recorde da América (Americas)         | q                          | Classificado por melhor tempo (Qualified) |   |                                      |
| Melhor marca do ano              | Melhor marca do ano (World leading)          | Recorde asiático      | Recorde asiático (Asian)              | DNS                        | Não largou (Did not start)                |   |                                      |
| Recorde nacional                 | Recorde nacional (National record)           | Recorde europeu       | Recorde europeu (European)            | DNF                        | Não terminou (Did not finish)             |   |                                      |
| Recorde pessoal                  | Recorde pessoal do atleta (Personal best)    | Recorde da Oceania    | Recorde da Oceania (Oceania)          | DSQ / DQ                   | Desclassificado (Disqualified)            |   |                                      |
| Recorde da temporada             | Recorde da temporada do atleta (Season best) | Recorde sul-americano | Recorde sul-americano (South America) | NM                         | Sem marca (No mark)                       |   |                                      |